# Schleicher ASW 28
Alexander Schleicher ASW 28 är ett tyskt segelflygplan tillverkat av kompositmaterial.
Flygplanet konstruerades av Gerhard Waibel på uppdrag av Flugzeugbau Alexander Schleicher i Poppenhausen. Konstruktionen kom att bli Waibels sista skapelse innan pensionen.
Flygplanet är tillverkat i kompositteknik med kolfiber, armid och polyetylen. Det är försett med Waibels säkerhetsbyggda förarkabin som skall skydda piloten vid ett eventuellt haveri.
Landstället under förarkabinen är infällbart och består av ett stort fjädrande hjul med hydraulisk skivbroms, samt ett litet stödhjul placerat under fenan. Vingarna som är monterade i axelhöjd konstruerades i samarbete med Loek Boermans i Delft med en helt ny vingprofil som skall fungera bra även i luft med microturbulens. Vingspetsarna är försedda med 50 cm höga winglets. Både fenan och vingarna har inbyggda integraltankar som rymmer 210 liter vattenbarlast. Monteringen av flygplanet underlättas av att samtliga roder kopplas automatiskt. Flygplanet har ett bästa glidtal på 1:45